# Alexis Borges
Alexis Borges Hernández (født 6. oktober 1991 i Havana, Cuba) er en cubansk/portugisisk håndboldspiller, som spiller i FC Porto og på Portugals herrehåndboldlandshold.
Han deltog under EM i håndbold 2020 i Sverige/Østrig/Norge.